# 817년

## 연호
- 당(唐) 원화(元和) 12년
- 일본(日本) 고닌(弘仁) 8년

## 기년
- 당(唐) 헌종(憲宗) 12년
- 신라(新羅) 헌덕왕(憲德王) 9년
- 발해(渤海) 희왕(僖王) 6년 / 간왕(簡王) 원년

## 사건
- 발해, 희왕이 세상을 떠나자 동생 대명충이 간왕으로 왕의 자리에 오름.

## 탄생
- 신라의 44대 국왕 민애왕

## 사망
- 발해(渤海)의 8대 태왕(太王) 희왕 대언의 (僖王 大言義)